# Bobby Rhodes
Bobby Rhodes (eigentlich Robert Rhodes; * 25. Oktober 1947 in Livorno, Italien) ist ein italienischer Schauspieler.

## Leben
Rhodes hatte sein Filmdebüt 1967 in einer kleinen Nebenrolle an der Seite der Dänin Kitty Swan im  Abenteuerfilm Das Dschungelmädchen. Nach einer weiteren untergeordneten Nebenrolle in Lucio Fulcis Thriller Nackt über Leichen 1969 sollte es ein Jahrzehnt dauern, bis er wieder in größeren Filmproduktionen auftrat. 1979 kehrte er mit einer im Abspann nicht genannten Rolle im Tierhorrorfilm Insel der neuen Monster mit Barbara Bach in der Hauptrolle ins Filmgeschäft zurück. Im selben Jahr entstand der Tierhorrorfilm Die heilige Bestie der Kumas, erneut mit Barbara Bach, in dem Rhodes erstmals einen größeren Part spielte. 1980 stand er für den Actionfilm Knallharte Profis neben den deutschen Schauspielern Jutta Speidel, Arthur Brauss und Jochen Schröder vor der Kamera. Rhodes wurde meist in Horror- oder Actionfilmen besetzt, so stellte die Bud Spencer-Komödie Der Bomber 1982 hier eine Ausnahme dar. Im darauf folgenden Jahr war er als König Xenodama neben Lou Ferrigno im Sandalenfilm Herkules zu sehen. Mitte der 1980er Jahre wirkte er in den beiden Horrorfilmen Dämonen und Dämonen 2 mit, danach spielte er in einigen Söldnerfilmen, darunter Der Commander an der Seite von Lewis Collins, Lee van Cleef und Donald Pleasence, sowie in zwei Filmen mit Fred Williamson.

## Filmografie (Auswahl)
- 1967: Das Dschungelmädchen (Gungala la vergine della giungla)
- 1969: Nackt über Leichen (Una sull'altra)
- 1979: Insel der neuen Monster (L'isola degli uomini pesce)
- 1979: Die heilige Bestie der Kumas (Il fiume del grande caimano)
- 1980: Knallharte Profis (Poliziotto, solitudine e rabbia)
- 1982: Der Bomber (Bomber)
- 1982: Die Nahkampftruppe (Ciao nemico)
- 1983: Endgame – Das letzte Spiel mit dem Tod (Endgame – Bronx lotta finale)
- 1983: Duell der Besten (I Paladini: Storia d'armi e d'amori)
- 1983: Herkules (Hercules)
- 1985: Dämonen (Demoni 2)
- 1985: Der Himmel war schuld (Tutta colpa del paradiso)
- 1986: Dämonen (Demoni 2 – L’incubo ritorna)
- 1987: Zwei Italiener mögen’s heiß (Bellifreschi)
- 1988: Der Commander
- 1990: Delta Force Commando II: Priority Red One
- 1991: Bucks größtes Abenteuer (Buck ai confini del cielo)
- 1991: Detective Malone
- 1992: Wendekreis der Angst (Alibi perfetto)
- 1994: Die Rache des weißen Indianers (Jonathan degli orsi)
- 1998: Mein treuer Freund Buck (Buck e il braccialetto magico)